# Diocèse de Padang
Le diocèse de Padang (en latin : Dioecesis Padangensis) est une église particulière de l'Église catholique en Indonésie, dont le siège est à Padang, la capitale de la province de Sumatra occidental.

## Histoire
La préfecture apostolique de Padang est érigée le 19 juin 1952 par détachement du vicariat apostolique de Palembang. Elle devient diocèse le 3 janvier 1961. Le diocèse est suffragant de l'archidiocèse de Palembang.
Les premiers ordinaires du diocèse sont issus des pères missionnaires Xaviérien (S.X).

## Organisation
Le diocèse compte 21 paroisses dont la cathédrale Sainte-Thérèse-de-l'Enfant-Jésus de Padang.
Le territoire du diocèse comprend les provinces de Sumatra occidental et Riau

## Ordinaires du diocèse

### Préfet apostolique
- Pasquale de Martino, S.X. (1952 - 1961),

### Évêques
- Raimundo Cesare Bergamin, S.X. (1961 - 1983)
- Martinus Dogma Situmorang, OFM CAP (1983 - †2019)
- Vitus Rubianto Solichin, S.X. (2021 - )